# Leptopogon
Leptopogon is een geslacht van zangvogels uit de familie Tyrannidae (tirannen).

## Soorten
Het geslacht kent de volgende soorten:
- Leptopogon amaurocephalus – Bruinkapleptopogon
- Leptopogon rufipectus – Roodborstleptopogon
- Leptopogon superciliaris – Grijskruinleptopogon
- Leptopogon taczanowskii – Incaleptopogon